# Arcos (Estremoz)
Arcos é uma freguesia portuguesa do município de Estremoz, com 23,89 km² de área e 1016 habitantes (censo de 2021). A sua densidade populacional é 42,5 hab./km².
É também o nome de uma paróquia da diocese de Évora (Santo António - Arcos).
Na área da freguesia existe uma lagoa, chamada de Lagoa das Espadas, que tem água em abundância no Verão e seca no Inverno.

## Demografia
Nota: Nos anos de 1911 a 1930 tinha anexada a freguesia de São Domingos de Ana Loura. Pelo decreto lei nº 27.424, de 31 de dezembro de 1936, passaram a ser freguesias autónomas.
A população registada nos censos foi:
| Distribuição da População por Grupos Etários | Distribuição da População por Grupos Etários | Distribuição da População por Grupos Etários | Distribuição da População por Grupos Etários | Distribuição da População por Grupos Etários |
| -------------------------------------------- | -------------------------------------------- | -------------------------------------------- | -------------------------------------------- | -------------------------------------------- |
| Ano                                          | 0-14 Anos                                    | 15-24 Anos                                   | 25-64 Anos                                   | > 65 Anos                                    |
| 2001                                         | 158                                          | 140                                          | 643                                          | 398                                          |
| 2011                                         | 91                                           | 107                                          | 569                                          | 385                                          |
| 2021                                         | 102                                          | 76                                           | 495                                          | 343                                          |

## Heráldica

### Ordenação[6][7][8]
- Brasão - Escudo de ouro, faixa ondeada de azul, carregada de uma burela ondeada de prata, acompanhada em chefe de uma cruz da Ordem de Avis, de verde; brocante sobre a faixa, duas espadas passadas em aspa, de prata, empunhadas de vermelho. Coroa mural de prata de três torres. Listel branco, com a legenda a negro, em maiúsculas: "ARCOS - ESTREMOZ".
- Bandeira - Verde, com cordões e borlas de ouro e verde. Haste e lança de ouro.
- Selo - Nos termos da lei, com a legenda: Junta de Freguesia de Arcos - Estremoz.

### Significado dos símbolos
- As águas referem-se à Lagoa das Espadas.
- As espadas representam o nome dessa lagoa.
- A cruz da Ordem de Avis porque essa Ordem era a senhora destas terras.

## História
Existem vestígios de povoamento desde a época pré-histórica. Em 1775, encontrou-se diversos vestígios arqueológicos do tempo dos romanos, tais como, sepulturas gentilícias, objectos de cerâmica, instrumentos laborais e sepulturas com campas de mármore. As primeiras referências documentadas da freguesia datam do reinado de D. João I, o qual, em finais do séc. XIV, doou um casal ao lavrador Pedro Lourenço, no sítio da Quinta dos Arcos e, mais tarde, foi uma comenda militar da Ordem de S. Bento de Avis, ou Ordem de Avis..

## Património
- Igreja de Santo António dos Arcos (anterior ao séc. XV)[10][11]
- Palacete da Quinta de Valadares (séc. XVIII)
- Igreja Paroquial Ermida de S. Dominguinhos (séc. XVI)
- Ermida de N. S. da Assunção

## Lenda local
Existe uma lenda local, de transmissão oral, segundo a qual Santo António teria aparecido perante um pai que chorava por seu filho, por este se encontrar gravemente doente. O Santo teria dito ao homem para regressar a casa, que o seu filho estava salvo, em virtude da sua fé. Nesse local ter-se-ia construído a igreja de Santo António dos Arcos.

## Festas e romarias
- Festas em honra de São Sebastião no primeiro fim de semana de Maio.
- Festas em honra de Santo António (padroeiro da freguesia) e Nossa Senhora da Conceição no último fim de semana de Agosto.

## Serviços públicos
- Posto Médico de Arcos
- Escola Básica do 1.º Ciclo de Arcos
- Jardim de Infância
- Posto dos Correios

## Associativismo e instituições
- Centro de Dia do Centro Social e Paroquial de Santo António de Arcos[14]
- Sporting Clube Arcoense
- ARCA - Associação Recreativa e Cultural de Arcos[15]